# CRLF
En informàtica, CRLF es refereix a la combinació de dos codis de control: CR (retorn de carro) i LF (salt de línia) (Carriage Return - Line Feed), un darrere l'altre, normalment amb l'objectiu de crear una nova línia.

## Història
L'origen del parell CR-LF està en les  màquines d'escriure, on, en acabar d'escriure una línia, fan falta dos moviments per passar a la següent:
- El retorn de carro (CR), que consisteix a empènyer el carro (el cilindre horitzontal on es recolza el paper) cap a l'esquerra.
- El salt de línia (LF), que consisteix a girar el carro una mica perquè el paper es desplaci una línia.

Aquestes dues accions es fan seguides mitjançant una sola palanca.
Les màquines d'escriure elèctriques van canviar aquesta palanca per una tecla que fa les dues funcions, a la qual van cridar només "Return" i van etiquetar amb  ↵. Els primers teclats d'ordinador també van incloure aquesta tecla, i actualment està en tots els teclats.
Per analogia amb la màquina d'escriure, es va creure que en informàtica també anava bé representar una nova línia mitjançant CRLF, encara que més endavant es va comprovar que era millor simplificar. Vegeu nova línia per a més detalls.

## Usos
Avui dia, els  sistemes operatius DOS i Microsoft Windows segueixen usant CRLF com a marcador de nova línia, mentre que la resta usen codis més simples.
Alguns dels primers  protocols de xarxa, que transmetien principalment text, van establir que el terminador de línia havia de ser 'CRLF' i no un altre.
Són exemples HTTP,  FTP, IRC, o SMTP, que marca el final del missatge mitjançant CRLF. CRLF 

## Representació
CRLF és simplement CR seguit de LF, per tant la seva codificació és a hexadecimal 0D 0A, o 13 10 en  decimal.
Cal destacar que això són dos codis, i els programes que fan servir CRLF han de tenir un comportament definit respecte a què passa quan s'usa només un CR o només un LF .
Per exemple, el protocol HTTP defineix que cada línia de la capçalera ha d'acabar en CRLF, però que ni CR ni LF poden aparèixer entre mitjà quan es demana una  URI.